# Étoile-Saint-Cyrice
Étoile-Saint-Cyrice là một xã của tỉnh Hautes-Alpes, thuộc vùng Provence-Alpes-Côte d’Azur, đông nam nước Pháp.